# دریاچه پیرایخچالی

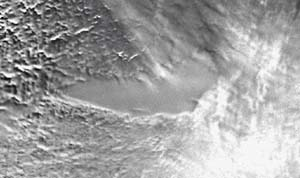
دریاچه زیریخچالی وستوک در جنوبگان. تصویر از مرکز پروازهای فضایی گادرد، ناسا.

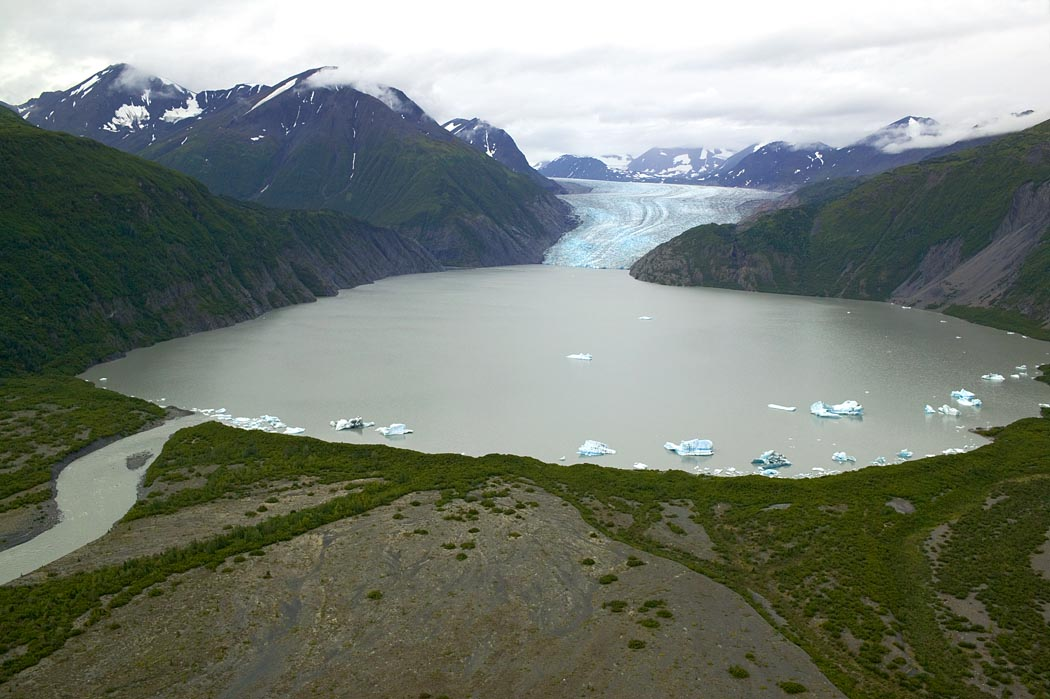
یک دریاچه یخچالی در پارک ملی کنای فیوردز، آلاسکا.

دریاچه پیرایخچالی یا دریاچه پیرایخساری (انگلیسی: Periglacial lake) نوعی دریاچه یخچالی است که در مرز یک یخچال طبیعی و معمولاً در حاشیه یخسار‌ها یافت می‌شود.

## پهنه پیرایخچالی
پهنه پیرایخچالش یا پیرایخچالی محیطی را نشان می‌دهد که در حاشیه یخچال‌های گذشته قرار دارد. همچنین محیط پیرایخچالی به اقلیمی با پوشش گیاهی توندرا مانند با خاک زیرسطحی همیشه یخ‌زده نسبت داده شده‌است. معمولاً این اصطلاح به معنای اخیر گرفته می‌شود، ولی اصطلاح پیرایخچالی در تعریف قبلی هنگام بحث در مورد دریاچه‌های اطراف پیرایخچالی استفاده می‌شود.
چرخه‌های یخ‌زدگی و ذوب بر مناظر خارج از مناطق یخچالی گذشته تأثیر می‌گذارد. بنابراین، محیط‌های پیرایخچالی در هر جایی که یخ‌زدگی و ذوب‌شدن چشم‌انداز را به شکل قابل توجهی تغییر می‌دهد، وجود دارند. اقلیم توندرا یا پهنه پیرایخچالی درست خارج از مناطق یخچالی است. فرایندهای فرسایش در این محیط‌های پیرامون یخچالی به‌طور قابل توجهی با فرایندهای فعلی متفاوت هستند، از این رو اثرات آنها ذکر شده‌است. مناطقی که برای یخچالی‌شدن بسیار خشک هستند اما ویژگی‌های دامنه‌های بیش از حد شیب‌دار، ریزش‌های خاک‌روانه و سیرک‌های یخچالی را نشان می‌دهند، وجود یک منطقه پیرایخچالی را نشان می‌دهند. فرایندهای عمده در این مناطق عبارت است از خاک‌روانه و هوازدگی یخبندان که اثرات آن را می‌توان در جنوب کانال بریستول مشاهده کرد.

## پدیدآمدن دریاچه‌های پیرایخچالی در طول زمان زمین‌شناسی
دریاچه‌های پیرایخچالی گذشته در اوایل دوره کریوژنین وجود داشته‌اند، اگرچه بسیاری از آنها نیز در پلیستوسن شکل گرفته‌اند. محیط‌هایی که از پیدایش یک منطقه پیرایخچالی یا اقلیم توندرا پشتیبانی می‌کنند، عبارتند از سیبری، کانادا، گرینلند و جنوب آفریقا. دوره پلیستوسن مسئول بیشتر پدیده‌های پیرایخچالی شناخته‌شده در بریتانیا است.

## تشکیل زمین‌چهرها در ارتفاعات یخچالی
بین پیشروی یخسار در هنگام ورود یخ اضافی به محیط و پسروی آن در اثر کند و سوز، چندین زمین‌چهر یا لندفرم در مناطق یخچالی تشکیل می‌شود. برخی از زمین‌چهرها را می‌توان مواردی از زهکشی برنهشته نیز در نظر گرفت.